# Onthophagus setoculus
Onthophagus setoculus là một loài bọ cánh cứng trong họ Bọ hung (Scarabaeidae).